# Мошарраф, Халед
Ха́лед Мошарра́ф (бенг. খালেদ মোশাররফ; 9 ноября 1937 — 7 ноября 1975) — военный и государственный деятель Бангладеш, один из лидеров войны за независимость, генерал-майор.

## Биография

### Ранние годы
Родился в деревне Мошарраф-Гандж (ныне подокруг Ислампур, округ Джамалпур, Бангладеш), провинции Бенгалия, Британская Индия. Его отец был торговцем джутом, родная деревня Халеда Мошарраф-Гандж была названа в честь его отца. Учился в государственной средней школе в Кокс-Базаре (окончил в 1953). Поступил в колледж Дакки, где начал свой путь в качестве политического активиста. В 1952 принимал активное участие в политических событиях тогдашнего языкового движения в Восточном Пакистане. Был избран одним из секретарей комитета партии Авами Лиг колледжа. Его описывали как блестящего ученика с прекрасными ораторскими способностями.

### Служба в пакистанской армии
После окончания колледжа в 1955 поступил в Какульскую академию пакистанской армии курсантом (окончил в 1957). Прошёл восьмилетнюю военную подготовку (1957–1965) в различных армейских учебных заведениях. Был адъютантом 4-го Бенгальского полка во время индо-пакистанской войны 1965 года. По окончании войны служил в Какульской военной академии в качестве инструктора. Был повышен в должности до майора. Окончил Командно-штабной колледж Кветта в 1968 и служил в 57-й бригаде. Был переведен в Дакку в марте 1970 года. Прошёл обучение в Западной Германии и Великобритании.

### Борьба за независимость Бангладеш
24 марта 1971 года Х. Мошарраф был назначен командиром 4-го бенгальского полка в г. Комилла. Получив сведения о задействовании пакистанских войск и массовых убийствах в Дакке и Читтагонге 25 марта, он 26 марта арестовал всех небенгальских офицеров своего полка и начал организовывать и консолидировать верные ему воинские подразделения в Брахманбарии, чтобы  и присоединиться к войне за независимость. Тогда же он связался с политическим руководством Бангладеш, убеждая начать немедленное формирование правительства и официально образовать на базе Мукти-бахини (народного ополчения) Армию независимого государства. По его мнению, без правительства и армии повстанцы считались незаконными мятежниками или террористами в глазах закона, и правительство Пакистана могло воспользоваться этой ситуацией. Это обращение было вскоре отражено в заявлении Таджуддина Ахмада, ближайшего соратника основателя независимого Бангладеш шейха Муджибура Рахмана и будущего первого премьер-министра республики. Вечером 26 марта Х. Мошарраф объявил: «С этого момента я клянусь в верности суверенной Бангладеш. С этого дня у нас нет преданности Пакистану. Поднимите флаги независимой Бангладеш».
4 апреля организовал в Телиапаре самый первый военный лагерь для обучения гражданских лиц и первое совещание бенгальских офицеров, поддержавших войну за независимость и возглавивших повстанческие силы в разных регионах страны. Это была первая возможность скоординировать действия восставших полков в Восточной Бенгалии, а также других сил, выступавших за освобождение, прежде всего, партии Авами Лиг. Собрание этих двенадцати офицеров единогласно согласилось работать под руководством полковника Мухаммада Османи и разделить территорию Бангладеш на 4 военных сектора под командованием майоров Зиаура Рахмана, Х. Мошаррафа, К. М. Шафиуллы и Ч. Р. Дутты. Тогда же, по предложению спланировавшего её Х. Мошаррафа, была избрана определённая стратегия и тактика освободительной войны. 
Возглавил боевые партизанские действия в районе Комилла–Ноакхали, весь период войны успешно блокировал стратегическое шоссе Дакка-Читтагонг.
Успешно сопротивляясь пакистанской армии до середины апреля, он отступил перед неоднократными воздушными атаками противника и в конце апреля занял позиции на индийской территории в Трипуре.
30 апреля был назначен правительством Бангладеш командующим 2-м военным сектором (округом) и командиром ополчения Мукти-бахини (K-force) с оставлением командования бригадой, состоявшей из трёх полков и артбригады. Получил звание подполковника.
Был одним из самых известных командиров войны за независимость, прославившись личным мужеством и навыками отличного военного планирования. Возглавлял силы сопротивления в округах Дакка, Комилла, Фаридпур, Мадарипур, Шариатпур и Ноакхали. Под его командованием во 2-м секторе сражались более тридцати пяти тысяч человек.
Сектор был особо важен по ряду причин. Многие сторонники сопротивления, студенты из городов Дакка и Комилла, присоединялись к восставшим именно в этом районе. Х. Мошарраф особо выделял партизанскую подготовку, особенно для молодых людей, которые очень хорошо знали Дакку. Его подразделения многократно проводили партизанские атаки на столицу. Такими нападениями он также хотел показать иностранным журналистам, работающим в стране и представителям различных международных организаций остроту ситуации в Бангладеш. Первая атака в Дакке (на электростанции) произошла 9 июня.
Во время войны его семья находилась под домашним арестом пакистанских властей.
После тяжелого ранения пулей в голову на поле боя 23 октября был эвакуирован в Индию на лечение.
Под его командованием K-Force сыграла решающую роль в безоговорочной капитуляции пакистанской армии 16 декабря 1971. Именно его подразделения первыми вошли в столицу страны.

### Служба в армии Бангладеш
После обретения независимости был произведён в бригадные генералы. Работал в штабе бангладешской армии. Был сторонником шейха Муджибура Рахмана, разделял его левые взгляды и полностью поддерживал его политику.
После переворота и убийства М. Рахмана 15 августа 1975 начал собирать вокруг себя преданных ему лично и разделяющих его взгляды офицеров.

### События 3-7 ноября 1975
3 ноября 1975 с помощью полковника Шафаата Джамиля, начальника Биплоби Сайник Санстха (Революционных солдатских организаций) и командира 46-й пехотной бригады в Дакке и полковника Назмула Худа организовал бескровный переворот, имевший целью восстановить законное правительство в стране, систему командования в армии, политику и проиндийскую ориентацию Бангладеш.
К часу ночи 3 ноября арестовал и заключил под домашний арест начальника штаба армии Зиаура Рахмана и сам занял его должность. При этом отказался казнить его ввиду хороших личных отношений и совместного участия в освободительной войне. После этого приступил к нейтрализации руководства страны.
Однако в обстановке хаоса не успел предотвратить массового убийства (считается, что по приказу президента Хундакара Муштака Ахмеда) находившихся в заключении в тюрьме бывших членов руководства страны и партии Авами Лиг, на которых рассчитывал, бывшего вице-президента Саида Назрула Ислама, бывших премьер-министров Таджуддина Ахмеда и Мансура Али и бывшего министра внутренних дел Абула Камаруззамана, которые вместе с М. Рахманом формировали политическую стратегию в 1960-х и начале 1970-х годов.
В течение следующих 3 дней в стране практически не было правительства, президент был отстранён от власти. С другой стороны, никто не вступал в должность президента (сам Х. Мошарраф отказался). Организаторы переворота 3 ноября спорили с организаторами переворота 15 августа 1975 года о безопасности последних. Нерешительность на высшем уровне породила домыслы и слухи.
5 ноября ему было присвоено звание генерал-майора. 6 ноября он был избран одним из заместителей Главного администратора военного положения. В этот же день президент и Главный администратор военного положения Хундакар Муштак Ахмед был заменён председателем Верховного суда Абу Сайемом.
Предупреждённый об активно готовящемся полковником Абу Тахером контрперевороте один из лидеров переворота 3 ноября полковник Ш. Джамиль попытался предупредить Х. Мошаррафа, однако последний, занятый в это время решением вопроса распределения власти между собой, главнокомандующим ВМС Бангладеш М. Ханом и главнокомандующим ВВС Бангладеш М. Тавабом, оставил его информацию без внимания.
6 ноября 1975 года генерал-майор Х. Мошарраф с двумя другими офицерами и своими соратниками, полковниками Н. Худа и А. Хайдером приехал в 10-й Восточно-Бенгальский полк.
7 ноября в 11 часов утра, по приказу офицера 2-го полевого артиллерийского полка (считается, что это подполковник Мохиуддин Ахмед, позднее казнённый 28 января 2010 года за участие в убийстве М. Рахмана) капитаны 10-го Восточно-Бенгальского полка Асад и Джалил застрелили и закололи штыками Х. Мошаррафа и его товарищей-офицеров во время завтрака. По иронии судьбы, и Асад, и Джалил сражались в ходе войны за независимость под командованием Х. Мошаррафа, и Мошарраф однажды спас жизнь Асада, рискуя собственной.
Тело Х. Мошаррафа на некоторое время было похоронено под финиковой пальмой на территории военного городка.
Его старшая дочь Махджабин Халед (род. 1966) является известным политиком, членом партии Авами Лиг, депутатом парламента.